# Egyxos
 (septembre 2017).
Si vous disposez d'ouvrages ou d'articles de référence ou si vous connaissez des sites web de qualité traitant du thème abordé ici, merci de compléter l'article en donnant les références utiles à sa vérifiabilité et en les liant à la section « Notes et références ».
Egyxos est une série animée diffusée en Italie Sur Super! et en France sur France 4 et Disney XD.

## Épisodes
1. Le dernier pharaon
2. La pyramide sombre
3. Le jugement du labyrinthe
4. Le chemin du guerrier
5. Le sceau de Sekhmet
6. Raiders de la mer de sable
7. La grande rivière
8. Perdu dans le temps
9. Géants des sables
10. Cœur shu
11. La fontaine des ténèbres
12. Porter des momies
13. Tempête de feu
14. L'ennemi caché
15. La chambre de Râ